# Jethro Tull (agricultor)
Jethro Tull (n. 30 martie 1674 – d. 21 februarie 1741) a fost un pionier englez al agriculturii, inventator al semănătorii, invenție prin care a avut un rol decisiv în crearea saltului semnificativ al Marii Britanii în domeniul agricol, mișcare cunoscută sub numele de British Agricultural Revolution - Revoluția agricolă britanică.

## Inventator
Este inventatorul semănătorii mecanice moderne și a unui anumit tip de plug modern. La vremea sa, ambele fuseseră tractate de cai.

## Diverse
Formația engleză de muzică rock denumită după el este omonimă cu numele său, Jethro Tull (formație).